# Cross Currents
Cross Currents er en amerikansk stumfilm fra 1916 af Francis J. Grandon.

## Medvirkende
- Helen Ware som Elizabeth Crane.
- Courtenay Foote som Paul Beale.
- Teddy Sampson.
- Sam De Grasse som Sila Randolph.
- Vera Lewis som Mrs. Van de Meer.